# Ghiacciaio Murrish
Il ghiacciaio Murrish (in inglese Murrish Glacier) è un ghiacciaio lungo circa 28 km situato sulla costa di Black, nella parte orientale della Terra di Palmer, in Antartide. Il ghiacciaio, il cui punto più alto si trova a circa 485 m s.l.m., fluisce verso est, scorrendo tra il massiccio Parmelee, a nord, e il gruppo montuoso contenente il picco Abendroth, a sud, fino ad arrivare a sud della penisola Imshaug, dove unisce il proprio flusso a quello del ghiacciaio Gain, il quale poi entra nel mare di Weddell, tra la stessa penisola Imshaug e l'isola Morency.

## Storia
Il ghiacciaio Murrish fu scoperto da alcuni membri del Programma Antartico degli Stati Uniti d'America di stanza alla base Est che nel 1940 esplorarono questa costa sia via terra che con ricognizioni aeree e fu completamente cartografato nel 1974 dallo United States Geological Survey sulla base di ulteriori ricognizioni effettuate dalla marina militare statunitense negli anni 1960. In seguito, esso fu così battezzato dal Comitato consultivo dei nomi antartici in onore di David E. Murrish, un biologo del Programma Antartico degli Stati Uniti d'America che, assieme Charles L. Guard, nel corso di tre stagioni, dal 1972 al 1975, compì importanti studi sul meccanismo di controllo della circolazione periferica negli uccelli della regione della Penisola Antartica.